# Sainte-Marie-au-Bosc
Sainte-Marie-au-Bosc és un municipi francès situat al departament del Sena Marítim i a la regió de Normandia. L'any 2007 tenia 297 habitants.

## Demografia

### Població
El 2007 la població de fet de Sainte-Marie-au-Bosc era de 297 persones. Hi havia 106 famílies de les quals 19 eren unipersonals (8 homes vivint sols i 11 dones vivint soles), 34 parelles sense fills i 53 parelles amb fills.
La població ha evolucionat segons el següent gràfic:
Habitants censats

### Habitatges
El 2007 hi havia 126 habitatges, 108 eren l'habitatge principal de la família, 14 eren segones residències i 3 estaven desocupats. 124 eren cases i 1 era un apartament. Dels 108 habitatges principals, 96 estaven ocupats pels seus propietaris, 10 estaven llogats i ocupats pels llogaters i 1 estava cedit a títol gratuït; 1 tenia dues cambres, 9 en tenien tres, 22 en tenien quatre i 76 en tenien cinc o més. 90 habitatges disposaven pel capbaix d'una plaça de pàrquing. A 36 habitatges hi havia un automòbil i a 64 n'hi havia dos o més.

### Piràmide de població
La piràmide de població per edats i sexe el 2009 era:
| Homes | Edats   | Dones |
| ----- | ------- | ----- |
| 0     | 95 o +  | 0     |
| 0     | 90 a 94 | 4     |
| 0     | 85 a 89 | 0     |
| 0     | 80 a 84 | 4     |
| 4     | 75 a 79 | 4     |
| 0     | 70 a 74 | 0     |
| 12    | 65 a 69 | 12    |
| 0     | 60 a 64 | 4     |
| 4     | 55 a 59 | 4     |
| 8     | 50 a 54 | 8     |
| 8     | 45 a 49 | 8     |
| 20    | 40 a 44 | 4     |
| 12    | 35 a 39 | 16    |
| 0     | 30 a 34 | 4     |
| 0     | 25 a 29 | 4     |
| 4     | 20 a 24 | 0     |
| 0     | 15 a 19 | 12    |
| 4     | 10 a 14 | 12    |
| 4     | 5 a 9   | 12    |
| 0     | 0 a 4   | 0     |

## Economia
El 2007 la població en edat de treballar era de 195 persones, 156 eren actives i 39 eren inactives. De les 156 persones actives 149 estaven ocupades (80 homes i 69 dones) i 7 estaven aturades (4 homes i 3 dones). De les 39 persones inactives 12 estaven jubilades, 14 estaven estudiant i 13 estaven classificades com a «altres inactius».

### Ingressos
El 2009 a Sainte-Marie-au-Bosc hi havia 112 unitats fiscals que integraven 306 persones, la mediana anual d'ingressos fiscals per persona era de 20.927 €.

### Activitats econòmiques
Dels 7 establiments que hi havia el 2007, 4 eren d'empreses de construcció, 1 d'una empresa d'hostatgeria i restauració i 2 d'empreses de serveis.
Dels 4 establiments de servei als particulars que hi havia el 2009, 1 era un guixaire pintor, 1 fusteria, 1 lampisteria i 1 empresa de construcció.
L'any 2000 a Sainte-Marie-au-Bosc hi havia 4 explotacions agrícoles que ocupaven un total de 312 hectàrees.

## Equipaments sanitaris i escolars
El 2009 hi havia una escola elemental integrada dins d'un grup escolar amb les comunes properes formant una escola dispersa.

## Poblacions més properes
El següent diagrama mostra les poblacions més properes.